# Pseudogeloius
Pseudogeloius is een geslacht van rechtvleugeligen uit de familie Pyrgomorphidae. De wetenschappelijke naam van dit geslacht is voor het eerst geldig gepubliceerd in 1963 door Dirsh.

## Soorten
Het geslacht Pseudogeloius omvat de volgende soorten:
- Pseudogeloius affinis Kevan, 1965
- Pseudogeloius decorsei Bolívar, 1905
- Pseudogeloius fotadrevae Descamps & Wintrebert, 1966
- Pseudogeloius marolintae Descamps & Wintrebert, 1966
- Pseudogeloius relictus Dirsh, 1963